# Buster filmfestival for børn og unge
 Der er for få eller ingen kildehenvisninger i denne artikel, hvilket er et problem. Du kan hjælpe ved at angive troværdige kilder til de påstande, som fremføres i artiklen.

Buster Filmfestival for Børn og Unge er Danmarks største filmfestival for de 2-16 årige. Festivalen finder sted hvert efterår i biografer, kulturhuse og museer i København og omegn. 
Filmfestivalen er opkaldt efter karakteren Buster Oregon Mortensen; det trylleglade barnebarn af en kanonkonge fra filmen Busters verden fra 1984. 
Buster blev afholdt første gang i 2000. 
Siden sin begyndelse er Buster blevet større og større hvert år og er på nuværende tidspunkt en af de største børne- og ungdomskulturelle begivenheder i Danmark. I 2015 nåede tallet således op på over 60.000 deltagende fra landets skoler, institutioner og børnefamilier. Live og via streaming. 

## Festivalens aktiviteter
Festivalen viser hvert år mere end 180 kort-, dokumentar- og spillefilm fra hele verden.  
Filmprogammet viser  film, der ellers ikke finder vej til de danske biograflærreder. Mange af forestillingerne bliver suppleret med events, leg og mulighed for at møde filmprofessionelle, samt oplæg og debatter. 
Festivalens workshopprogram har som mål at styrke danske børn og unges mediekompetencer og udvikle deres kreative evner og kritiske sans i såvel brugen, som produktionen af film og andre digitale medier.
Buster har hvert år flere forskellige juryer, der består af professionelle filmfolk fra ind- og udland, skolebørn, unge filmtalenter, ungdomsskuespillere m.fl.

## Konkurrence og priser
Listen over priser er som følger:

### Den Nordiske jury
- Bedste nye nordiske kort film til børn
- Bedste nye nordiske spillefilm til børn

### Buster juryen
- Bedste film

Buster hører under fonden Copenhagen Film Festivals, der også omfatter filmfestivalen CPH:DOX.
Festivalen bliver til med støtte fra bl.a. Det Danske Filminstitut, Københavns kommune, EU, Kulturministeriet samt andre private og offentlige fonde og samarbejdspartnere. 

## Øvrige projekter
Filmfestivalen er en del af det nordiske filmfestival netværk NøJSe, som omfatter de store børnefilmfestivaler fra Finland, Island, Norge, Sverige og Danmark. Buster leder dette netværk.
Buster afholder hver år en pan-nordisk Børnemedie konference i København. I forbindelse med konferencen mødes en arbejdende pan-nordisk tænketank der arbejder for at fremme den nordiske børnefilm. 